# Молодіжний чемпіонат Європи з футболу 1982
Чемпіонат Європи з футболу 1982 серед молодіжних команд — міжнародний футбольний турнір під егідою УЄФА серед молодіжних збірних команд країн зони УЄФА. Переможцем турніру стала молодіжна збірна команда Англії, яка у фінальній серії з двох матчів переграла молодіжну збірну ФРН.

## Кваліфікація
Кваліфікаційний турнір відбувся з 3 червня 1980 року по 6 грудня 1981.

### Група 1
|   |           | І | В | Н | П | МЗ | МП | О  |
| - | --------- | - | - | - | - | -- | -- | -- |
| 1 | ФРН       | 6 | 5 | 0 | 1 | 15 | 5  | 10 |
| 2 | Болгарія  | 6 | 5 | 0 | 1 | 7  | 5  | 10 |
| 3 | Австрія   | 6 | 1 | 1 | 4 | 3  | 9  | 3  |
| 4 | Фінляндія | 6 | 0 | 1 | 5 | 4  | 10 | 1  |

| - Фінляндія 0-1 Болгарія - Фінляндія 1-2 Австрія - Болгарія 1-0 ФРН - ФРН 4-0 Австрія - Болгарія 1-0 Фінляндія - Фінляндія 1-2 ФРН | - Австрія 1-2 Болгарія - Австрія 0-0 Фінляндія - ФРН 4-2 Фінляндія - Австрія 0-1 ФРН - Болгарія 1-0 Австрія - ФРН 4-1 Болгарія |

### Група 2
|   |         | І | В | Н | П | МЗ | МП | О |
| - | ------- | - | - | - | - | -- | -- | - |
| 1 | Франція | 4 | 3 | 0 | 1 | 7  | 4  | 6 |
| 2 | Бельгія | 4 | 2 | 0 | 2 | 4  | 4  | 4 |
| 3 | Кіпр    | 4 | 1 | 0 | 3 | 4  | 7  | 2 |

| - Франція 3-1 Кіпр - Бельгія 2-1 Кіпр - Кіпр 0-1 Бельгія | - Франція 1-0 Бельгія - Бельгія 1-2 Франція - Кіпр 2-1 Франція |

### Група 3
|   |                | І | В | Н | П | МЗ | МП | О |
| - | -------------- | - | - | - | - | -- | -- | - |
| 1 | СРСР           | 4 | 1 | 3 | 0 | 1  | 0  | 5 |
| 2 | Чехословаччина | 4 | 1 | 2 | 1 | 4  | 2  | 4 |
| 3 | Туреччина      | 4 | 1 | 1 | 2 | 2  | 5  | 3 |

| - Чехословаччина 3-0 Туреччина - Туреччина 2-1 Чехословаччина - СРСР 1-0 Туреччина | - Туреччина 0-0 СРСР - СРСР 0-0 Чехословаччина - Чехословаччина 0-0 СРСР |

### Група 4
|   |           | І | В | Н | П | МЗ | МП | О |
| - | --------- | - | - | - | - | -- | -- | - |
| 1 | Англія    | 6 | 4 | 1 | 1 | 12 | 5  | 9 |
| 2 | Угорщина  | 6 | 3 | 0 | 3 | 12 | 9  | 6 |
| 3 | Румунія   | 6 | 2 | 1 | 3 | 9  | 12 | 5 |
| 4 | Швейцарія | 6 | 1 | 2 | 3 | 5  | 12 | 4 |

| - Румунія 4-0 Англія - Англія 5-0 Швейцарія - Англія 3-0 Румунія - Швейцарія 0-1 Угорщина - Угорщина 4-2 Румунія - Швейцарія 0-0 Англія | - Угорщина 1-2 Англія - Румунія 2-1 Угорщина - Румунія 1-1 Швейцарія - Угорщина 5-1 Швейцарія - Швейцарія 3-0 Румунія - Англія 2-0 Угорщина |

### Група 5
|   |           | І | В | Н | П | МЗ | МП | О |
| - | --------- | - | - | - | - | -- | -- | - |
| 1 | Італія    | 4 | 3 | 0 | 1 | 5  | 2  | 6 |
| 2 | Югославія | 4 | 2 | 1 | 1 | 4  | 2  | 5 |
| 3 | Греція    | 4 | 0 | 1 | 3 | 2  | 7  | 1 |

| - Італія 1-0 Югославія - Греція 1-3 Італія - Югославія 1-1 Греція | - Югославія 1-0 Італія - Італія 1-0 Греція - Греція 0-2 Югославія |

### Група 6
|   |           | І | В | Н | П | МЗ | МП | О |
| - | --------- | - | - | - | - | -- | -- | - |
| 1 | Шотландія | 4 | 2 | 1 | 1 | 7  | 4  | 5 |
| 2 | Данія     | 4 | 1 | 2 | 1 | 4  | 4  | 4 |
| 3 | Швеція    | 4 | 1 | 1 | 2 | 3  | 6  | 3 |

| - Швеція 2-0 Шотландія - Данія 2-1 Швеція - Шотландія 2-1 Данія | - Швеція 0-0 Данія - Шотландія 4-0 Швеція - Данія 1-1 Шотландія |

### Група 7
|   |          | І | В | Н | П | МЗ | МП | О |
| - | -------- | - | - | - | - | -- | -- | - |
| 1 | Польща   | 4 | 4 | 0 | 0 | 11 | 3  | 8 |
| 2 | Норвегія | 4 | 1 | 1 | 2 | 5  | 6  | 3 |
| 3 | НДР      | 4 | 0 | 1 | 3 | 4  | 11 | 1 |

| - Норвегія 0-1 Польща - НДР 0-4 Норвегія - НДР 2-3 Польща | - Норвегія 1-1 НДР - Польща 3-1 НДР - Польща 4-0 Норвегія |

### Група 8
|   |            | І | В | Н | П | МЗ | МП | О |
| - | ---------- | - | - | - | - | -- | -- | - |
| 1 | Іспанія    | 4 | 4 | 0 | 0 | 13 | 3  | 8 |
| 2 | Нідерланди | 4 | 2 | 0 | 2 | 4  | 4  | 4 |
| 3 | Люксембург | 4 | 0 | 0 | 4 | 2  | 12 | 0 |

| - Нідерланди 0-2 Іспанія - Іспанія 4-1 Люксембург - Нідерланди 1-0 Люксембург | - Люксембург 1-5 Іспанія - Люксембург 0-2 Нідерланди - Іспанія 2-1 Нідерланди |

## Кваліфікувались до фінальної частини
| Країна    | Групи   | Попередні турніри |
| --------- | ------- | ----------------- |
| ФРН       | Група 1 | 0 (дебют)         |
| Франція   | Група 2 | 0 (дебют)         |
| СРСР      | Група 3 | 1 (1980)          |
| Англія    | Група 4 | 2 (1978, 1980)    |
| Італія    | Група 5 | 2 (1978, 1980)    |
| Шотландія | Група 6 | 0 (дебют)         |
| Польща    | Група 7 | 0 (дебют)         |
| Іспанія   | Група 8 | 0 (дебют)         |

## Фінальний раунд

### Чвертьфінали
Матчі пройшли 23, 24 лютого, 10, 17 березня та матчі-відповіді 24 березня, 6 та 7 квітня 1982.
| Команда 1 | Заг.  | Команда 2 | 1-й матч | 2-й матч |
| --------- | ----- | --------- | -------- | -------- |
| Італія    | 0 - 1 | Шотландія | 0 - 1    | 0 - 0    |
| Польща    | 3 - 4 | Англія    | 1 - 2    | 2 - 2    |
| Франція   | 2 - 4 | СРСР      | 0 - 0    | 2 - 4    |
| Іспанія   | 1 - 2 | ФРН       | 1 - 0    | 0 - 2    |

### Півфінали
Матчі пройшли 19 та 21 квітня, матчі-відповіді 28 та 30 квітня 1982.
| Команда 1 | Заг.  | Команда 2 | 1-й матч | 2-й матч |
| --------- | ----- | --------- | -------- | -------- |
| Шотландія | 1 - 2 | Англія    | 0 - 1    | 1 - 1    |
| СРСР      | 3 - 9 | ФРН       | 3 - 4    | 0 - 5    |

### Фінал
Матчі пройшли 17 та 24 травня 1982.
| Команда 1 | Заг.  | Команда 2 | 1-й матч | 2-й матч |
| --------- | ----- | --------- | -------- | -------- |
| Англія    | 5 - 4 | ФРН       | 3 - 1    | 2 - 3    |

| Чемпіон Європи серед молодіжних команд 1982 |
| ------------------------------------------- |
| Англія 1-й титул                            |